# Karol Klein
Karol Klein (ur. 30 stycznia 1908 w Krakowie, zm. 17 sierpnia 1983 w Tel Awiwie) – polski pianista i pedagog. 
Absolwent konserwatoriów muzycznych – krakowskiego w klasie Wiktora Łabuńskiego oraz paryskiego w klasie Isidore Philippa. Kształcił się także u Ignacego Friedmana. Jego koncerty transmitowane były przez tamtejsze radio. 
Od czerwca 1945 profesor fortepianu nowo powstałej Państwowej Wyższej Szkoły Muzycznej w Krakowie dzięki nominacji Zbigniewa Drzewieckiego, przez rok dziekan Wydziału Instrumentalnego. Do jego uczniów należał Włodzimierz Obidowicz. 30 stycznia 1951 zrezygnował z posady i wyemigrował do Izraela. Pracował jako pedagog w Akademii Muzycznej w Tel Awiwie. Do jego uczniów należał Rami Bar-Niv.